# Сухорученков, Сергей Николаевич
Сергей Николаевич Сухорученков (10 августа 1956, дер. Тростная, Брянская область) — советский велогонщик, олимпийский чемпион в групповой шоссейной гонке на летних Олимпийских играх 1980 года. Заслуженный мастер спорта СССР (1979). Выступал за Вооружённые Силы.

## Биография
Выпускник Поволжской государственной социально-гуманитарной академии. Окончил Военный институт физической культуры.
Многократный чемпион СССР в 1979—1983 гг. Чемпион СССР в многодневной гонке на приз газеты «Социалистическая индустрия» в личном зачете. Дважды (1979 и 1984) побеждал в индивидуальном зачёте на Велогонке Мира, в командном зачёте — в 1979, 1981, 1984.
Велоспортом занимался под руководством тренера Владимира Петровича Петрова.
В 1978 и 1979 годах побеждал на гонке «Тур де л’Авенир» (Франция). В 1978 первенствовал на «Вуэльте Кубы», а в 1979 на «Джиро делле Реджони» (Италия).
В 1979, 1980 и 1981 годах признавался французской газетой «Экип» сильнейшим велогонщиком мира среди любителей.
Награждён орденом Дружбы народов. Ныне проживает в Санкт-Петербурге, работает тренером и директором СДЮШОР «Буревестник».
Внебрачная дочь Ольга Забелинская (род. 1980) — российская и узбекистанская велогонщица, трёхкратный призёр Олимпийских игр.